# Torre Locatelli
La Torre Locatelli es un rascacielos de la ciudad de Milán en Italia.

## Historia
Los trabajos de construcción del edificio, diseñado por el arquitecto italiano Mario Bacciocchi, comenzaron en 1936 y se completaron en 1939.

## Descripción
La torre, ubicada en la esquina entre la Piazza della Repubblica y la Via Vittor Pisani, frente a la Torre Breda, tiene una altura de 67 metros.